# Las aventuras de Tintín: el secreto del Unicornio (videojuego)
The Adventures of Tintin: The Secret of the Unicorn (conocido como The Adventures of Tintin: The Game en América del Norte), es un videojuego de Acción-Aventura, Plataformas y Sigilo, basada en la película de Las aventuras de Tintín: el secreto del Unicornio, fue basadas en la serie de historietas de Las aventuras de Tintín por Caricaturista belga Hergé. El juego fue lanzado para Microsoft Windows, Nintendo 3DS, PlayStation 3, Nintendo Wii y Xbox 360 en 21 de octubre de 2011 en Europe, en 1 de diciembre en Australia y en 6 de diciembre en América del Norte. El juego fue desarrollado por Ubisoft Montpellier, trabajando en colaboaccion con los productores de la película, y publicada por Ubisoft. Las versiones de iOS, Android y Symbian 3 fueron publicado por Gameloft y lanzado por App Store y Android Market el 31 de octubre, y por Ovi Sotre el 11 de enero de 2012.